# Mesalina simoni
Mesalina simoni är en ödleart som beskrevs av  Oskar Boettger 1881. Mesalina simoni ingår i släktet Mesalina och familjen lacertider. Inga underarter finns listade i Catalogue of Life.